# Bathyaulax somaliensis
Bathyaulax somaliensis är en stekelart som först beskrevs av Szepligeti 1914.  Bathyaulax somaliensis ingår i släktet Bathyaulax och familjen bracksteklar. Inga underarter finns listade.